# Omosessualità nel Rinascimento
L'omosessualità nel Rinascimento considera il periodo che va dalla seconda metà del XIV secolo all'inizio del XVII secolo in Europa.
Come notato da più parti negli anni del Rinascimento è stato attivamente promosso lo studio di temi culturali in precedenza mai affrontati approfonditamente, compreso quello delle minoranze sessuali.

## In Italia
I racconti concernenti relazioni amorose tra persone dello stesso sesso, anche all'interno del clero, sono un tema popolare della letteratura satirica del tempo, già a partire da Giovanni Boccaccio. Così nel Decameron viene fatta una descrizione della corte papale romana: "tutti dal più piccolo al più grande, indulgono in dissolutezze, non solo naturali (con le donne), ma anche cadendo nel peccato di Sodoma. Nessuno prova più vergogna, del tutto privi di coscienza, sottostanno all'influenza di ragazze e ragazzi osceni... e se qualcuno vuole chiedere una qualche misericordia, senza la loro mediazione non potrà averla".
Nel 1520 in un dialogo satirico intitolato "Vladimus o la Trinità romana" Ulrich von Hutten scrive: Tre tipi di persone esistono nella città di Roma, i seguaci di Simone Mago, di Giuda e degli abitanti di Sodoma... Vediamo preti in Germania che hanno venduto i loro corpi a Roma per potere ottenere una parrocchia"; poi, parlando della chiesa romana in particolare, specifica che, "nutriti con i nostri soldi, mantengono puttane e ragazzi debosciati".
Poggio Bracciolini nel suo dialogo "Contro gli ipocriti" (1448) descrive satiricamente come i predicatori cristiani avvertono il gregge del popolo semplice nei confronti di tutti i tipi possibili e immaginabili di perversione sessuale; loro, che in precedenza non ne sapevano nulla, sono così ben felici che per opera di un sacerdote del Signore gli vengano insegnate nuove cose.
Il motivo mitologico, che ha fatto del cantore Orfeo l'inventore dell'amore tra persone dello stesso sesso e presente ne Le metamorfosi di Publio Ovidio Nasone, dopo essere stato raccolto nel Roman de la Rose (XIII secolo) viene ulteriormente sviluppato nel poema di Agnolo Poliziano la Fabula di Orfeo: qui Orpheus, avendo definitivamente perduto la sua amata Euridice, comincia a celebrare l'amore nei confronti dei giovinetti. È stato anche su questa base che i sostenitori del predicatore domenicano fiorentino Girolamo Savonarola hanno accusato l'autore di sodomia.
La letteratura di quest'epoca utilizza spesso motivi antichi tratti soprattutto dalla mitologia greca; per esempio la decima novella del quinto giorno del Decameron riutilizza la trama di una storia tratta dal libro IX de Le metamorfosi di Apuleio, ovvero quella in cui il marito scopre il giovane amante della moglie in casa e lo porta a letto con lui.
Nella commedia di Niccolò Machiavelli Clizia viene presentata una variante dell'antico testo Casina di Tito Maccio Plauto ove la ragazza di cui è innamorato l'anziano personaggio è sostituita da un giovane servo: quest'ultimo si intrufolerà nel letto del vecchio per fare la parte dell'amata.
Antonio Beccadelli, nella sua raccolta Hermaphroditus (1425), nello stile del poeta latino Marco Valerio Marziale descrive una varietà di comportamenti sessuali, compreso l'amore tra persone dello stesso sesso.
Nel XLIII canto dell'Orlando furioso Ludovico Ariosto propone una variante della storia ovidiana riguardante Cefalo e Procri: il personaggio Anselmo, bandendo la moglie falsamente accusata di adulterio, accetta in seguito di passare la notte a letto con un uomo etiope, con l'intento di ottenere in ricompensa un intero palazzo magico. Verrà infine svergognato dalla moglie.
In La città del sole di Tommaso Campanella coloro che siano catturati per il reato sodomitico saranno per la prima volta rimproverati e costretti a portare per due giorni le scarpe attaccate al collo, come segno di "perversione dell'ordine naturale", mentre la reiterazione della colpa conduce a una maggiore sanzione sino a giungere alla pena di morte. Francesco Bacone sottolinea che l'amore tra gli uomini ne La nuova Atlantide manca, essendo sostituito dalla "vera e indistruttibile amicizia".

### La rivolta di Firenze
Evento importante nella storia LGBT italiana fu la "rivolta dei Compagnacci" a Firenze. Il 13 agosto del 1512 trenta giovani aristocratici, noti come i Compagnacci, fecero irruzione in Palazzo Vecchio e chiesero al Maggior Consiglio l'abrogazione delle norme che prevedevano l'esilio e la perdita di tutti i beni per i "sodomiti". A settembre dello stesso anno, con il ritorno dei Medici a Firenze, furono accolte le richieste dei ribelli e le norme vennero abolite.